# 約翰·路易·埃米爾·德雷耳

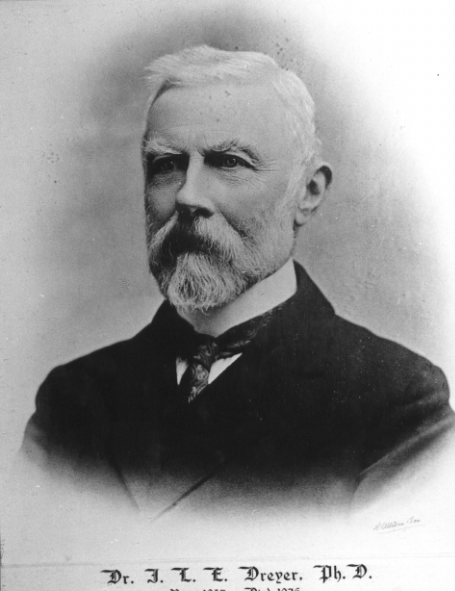
約翰·路易·埃米爾·德雷耳

約翰·路易·埃米爾·德雷耳（英語：John Louis Emil Dreyer，1852年2月13日—1926年9月14日），是一位愛爾蘭天文學家，生於丹麥。

## 生平
德雷耳生於丹麥哥本哈根，父親約翰·克里斯多福·德雷耳是海軍中將，丹麥戰爭與海軍部長。德雷耳14歲時對天文開始感興趣，並固定拜訪任職於哥本哈根天文台的天文學家漢斯·謝爾勒魯普。德雷耳在哥本哈根接受教育到1874年他22歲時，之後他前往愛爾蘭擔任天文學家勞倫斯·帕森斯（建造帕森城的利维坦望遠鏡的天文學家威廉·帕森思的兒子）的助理。
1878年德雷耳前往丹辛克天文台擔任天文學家罗伯特·斯德威尔·鲍尔的下屬。1882年他擔任北愛爾蘭阿馬天文台的台長直到1916年退休。1885年德雷耳成為英國公民，1916年他和妻子遷往牛津負責整理並出版第谷·布拉赫去世後出版的第15卷，也是最後一卷作品。
1916年德雷耳獲得英國皇家天文學會金質獎章，1923至1925年間擔任英國皇家天文學會會長。1926年9月14日德雷耳在牛津逝世。
月球背面的德雷耳環形山以他命名。

## 天文研究
他最主要的貢獻就是基於威廉·赫歇爾編輯的星雲和星團總表編輯了現在天文界使用的星云和星团新总表，之後再增補了兩個索引星表。
德雷耳還是一位天文學史家。1890年他出版了他的故鄉丹麥的著名天文學家第谷·布拉赫的傳記；晚年他對第谷的出版物和未發表的信件進行整理。德雷耳於1905年出版的《History of the Planetary Systems from Thales to Kepler》是他的天文史研究成果，雖然部分內容在今日已過時，仍是很好的天文史入門書。之後該書以標題《A History of Astronomy from Thales to Kepler》 重印。
德雷耳還和赫伯特·霍爾·特納共同編寫了第一部英國皇家天文學會發展史書籍《History of the Royal Astronomical Society 1820–1920》，於1923年出版，1987年重印。

## 延伸閱讀
- Alexander, A. F. O'D., "Dreyer, Johann Louis Emil," Dictionary of Scientific Biography 4:185-186.
- J. L. E. Dreyer, A History of Astronomy from Thales to Kepler, 2nd edition, Dover Publications, 1953.

## 外部連結
- Biography with picture （页面存档备份，存于）